# Даманский (Кривой Рог)
Даманский (укр. Даманський) — историческая местность, жилой массив в Терновском районе города Кривой Рог Днепропетровской области.

## История
Основан в 1970-х годах на землях совхоза имени Шевченко.
В целом строительство закончилось в 1996 году.
Название происходит от событий на острове Даманском на реке Уссури в конце 1960-х годов.

## Характеристика
Самый северный жилмассив города. Застройка представлена многоэтажными домами. Рядом с жилмассивом расположен Криворожский ботанический сад.